# 반지름

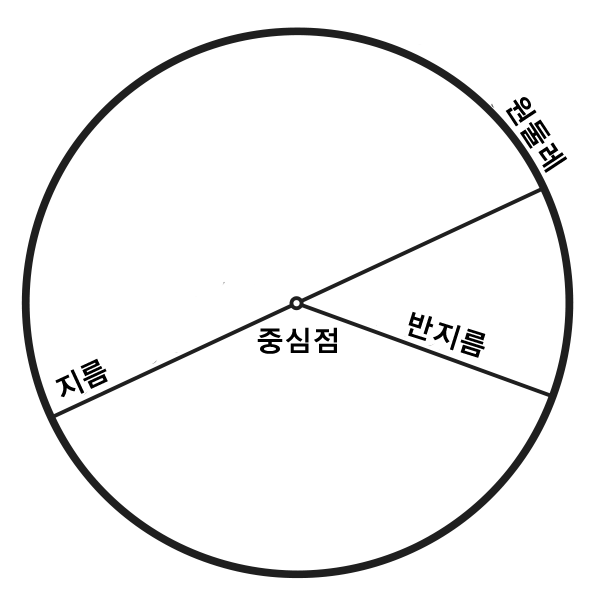
원의 둘레

기하학에서, 원 또는 구의 반지름은 그 중심으로부터 경계에 이르는 선분이다. 반지름은 그 지름의 절반이다. 때로 반지름의 길이(자체)를 반지름이라 부르기도 하며, 반경(半徑, radius)이라고도 한다. 고차원 구에 대해서도 같은 방식으로 반지름이 정의된다.
일반적으로 원통과 다각형, 그래프 또는 기계 장치 등의 반지름을 그 중심 또는 대칭축으로부터 가장 바깥 쪽의 점까지의 거리로 정의하기도 한다. 이 경우에 반지름은 지름의 반 이상이 될 수 있다. 반지름으로 사용하는 일반적인 약어와 수학 변수는 {\displaystyle r}이다. 확장하여 지름 {\displaystyle d}는 반지름의 2배로 정의된다.
{\displaystyle d\doteq 2r\quad \Rightarrow \quad r={\frac {d}{2}}}
원의 반지름 {\displaystyle r}와 둘레 {\displaystyle c} 사이의 관계는 {\displaystyle r={\frac {c}{2\pi }}}이다.

반지름({\displaystyle r})과 원의 면적(A )의 관계는
{\displaystyle r={\sqrt {\frac {A}{\pi }}}}이다.

## 같이 보기
- 지름
- 긴반지름
- 짧은반지름